# Distretto di San Juan (Ancash)
Il distretto di San Juan è un distretto del Perù nella provincia di Sihuas (regione di Ancash) con 6.363 abitanti al censimento 2007 dei quali 232 urbani e 6.131 rurali.
È stato istituito il 14 marzo 1964.